# 竹村健一
竹村 健一（たけむら けんいち、1930年〈昭和5年〉4月7日 - 2019年〈令和元年〉7月8日）は、日本のジャーナリスト、政治評論家。1989年第5回『正論』大賞受賞。

## 来歴
大阪府大阪市東成区（現：生野区）生まれ。旧制大阪府立生野中学校の1年生の時に、父の実家のある兵庫県朝来郡和田山町（現：朝来市）に引っ越す。旧制兵庫県立生野中学校に転校。卒業後、旧制姫路高等学校文科甲類（現：神戸大学文学部）に入学するが、学制改革により翌年新制京都大学に編入。アメリカ・フルブライト財団主催のフルブライト奨学金制度の第1号として、アメリカ合衆国のシラキュース大学、イェール大学、ソルボンヌ大学（旧：パリ大学）で学ぶ。シラキュース大学大学院新聞科修了。
1955年から英文毎日の記者を経て、1963年に新日鐵グループの山陽特殊製鋼へ入社し調査部長となる。しかし、1年後に山陽特殊製鋼を退社し、以後は追手門学院大学英文科助教授、拓殖大学客員教授などを経て、マーシャル・マクルーハンのメディア論の紹介で注目されて文筆活動を始める。並行してテレビ・ラジオにも出演。
1980年（昭和55年）頃、講演やテレビ番組などで「仕事ができない奴＝資料を持ち過ぎの奴」との持論を展開し、自身は1冊の手帳に情報を集約して使っていることを紹介した。自らの監修によりオリジナルの手帳「これだけ手帳」を発刊し、その後30年にわたって発行され続けたが、2012年度版をもって発行を終了した。
1982年（昭和57年）9月、同年夏に出した『もっと売れる商品を創りなさい』が月刊誌『アクロス』同年2月号の記事から盗用していることが発覚。記者会見で盗用の事実を認めて謝罪し、回収することになった。全文コピーが7ヶ所で87行、文意盗用が10ヶ所で67行というもの。
1985年（昭和60年）より、ニューヨークマンハッタンのモット・ストリートとプリンス・ストリートの交差点付近にあるビルの壁面に、竹村の肖像壁画が描かれている。アデランスのCM撮影用に描かれたものである。
先述の「これだけ手帳」発売終了以後、2013年（平成25年）11月17日にニッポン放送開局60周年記念番組「NEXT STAGEへの提言」に出演。それ以降メディア出演や著書発表などの活動を行うことはなかった。
2019年（令和元年）7月8日（月曜日）午後7時38分、多臓器不全のため、89歳で死去。

## 思想・論調
- 論調は基本的に保守的・親米的で、ハイテク、情報産業を重視する傾向が強い。リゾートとリサーチの「二つのR」が日本の未来を決する、と繰り返し強調。原子力発電の旗振り役もしている。友人・知人にも保守派の論客が多く、日本共産党や公明党とは主張が異なるものの、政党傾向や人物に偏らず、良いと思えるところは率直に評価すると自認する[14]。
- 竹村は著述業を通じて精力的にマーシャル・マクルーハンの思想を紹介した[15]。

## 人物
- 執筆スタイルは、口述筆記で喋ったことをテープに録音してそれを原稿起こししたり、新聞の切り抜き記事を編集者にリライトさせると言われており、1981年には36冊を出版するという量産ぶりで、1冊あたり最低3万部を売っていた[16]。
- 広い見識を持ち、テレビなどでも度々『英国エコノミスト』、『フィナンシャル・タイムズ』など、日本の新聞では紹介されにくい紙面からの情報も幅広く紹介する。自身のブログでは、日本のマスメディアに出てこない重要なニュースや記事を定期的に発表していた。
- 趣味はテニス、麻雀、スキー、スキューバダイビングなど[1]。スキーは57歳、スキューバは58歳で始めるという好奇心の強さと行動力を見せた。スキーは、ニュージーランドでたまたま居合わせた三浦雄一郎と意気投合して、そのままスキー場に直行したという逸話も残る[17]。また、実業家として太陽企画出版・善光寺温泉ホテル（現在は廃業）を経営[1]。2006年からは『AICJ中学校・高等学校』を運営する学校法人AICJ鴎州学園の理事長も務め、その母体である鴎州コーポレーションの取締役相談役も務めている。
- パイプを銜えた独特な風貌、「大体やね」「ブッシュさんはね」（日本国外の政治家を敬称入りで呼ぶ事例は日本人では稀）など、独特の口調や語の強調による特徴的かつ辛辣なトークによる評論を行う。この言葉が生まれたきっかけはTBSラジオ『ミッドナイトプレスクラブ』で外国人特派員らと議論を交わした時に出てきたとしている[18]。このため物真似芸として、タモリが芸能活動初期の持ちネタとしており、「だいたいやねぇ」という口癖を使用した[19]。本人がバラエティ番組に出演することもあった。
- 2000年、週刊誌に官房機密費を受け取った政治評論家の1人だと報道された[20]。
- 日本全国均一の航空運賃の発案者である。[要出典]

## 批判
ベストセラーとなった著書『マクルーハンの世界』で竹村はテレビはラジオと異なり大衆を扇動しない「クールなメディア」だと説明したが、この点がマーシャル・マクルーハンの思想と全く異なるとして竹村は佐藤毅に批判された。竹村は同書はマクルーハンの紹介ではなく「一種の創作みたいなもの」だったと弁明した。

## 交遊録
- 中曽根康弘（元首相）
首相になる前からの付き合いで敬愛しているという。
- 渡部昇一（上智大学名誉教授）・堺屋太一（元経済企画庁長官、作家）
竹村を含めた3人で三ピン(一)と渾名され、共著書を出したり合同で講演会を催したりする。
- 石原慎太郎（元東京都知事、作家）
シャイで毒舌な海の男として著書に度々紹介されている人物。
- 盛田昭夫（ソニー創業者の一人）
生前テニス、スキーを共に楽しみ、家族ぐるみの付き合いをしており親友と呼んでいた仲。
- 渡邉恒雄（読売新聞グループ本社会長）
年齢が近いことから時に意見交換をすることがある。本人の弁によると、その場合大抵は、中曽根が仲介しているとされる。
- 大前研一（経営コンサルタント）
大前の著書の中で、スキューバダイビングを共にしている写真が紹介されている。

## 家族
竹村家の父祖は兵庫県朝来市生野町黒川の出身。
- 妻：加賀葵（元宝塚歌劇団（在団1948年 - 1952年）・女優）
  - 長男：竹村真一（文化人類学者・京都造形芸術大学教授）
  - 次男：竹村英二（思想史家・国士舘大学教授、2020年死去）

## メディア出演

### テレビ番組
- 竹村健一の世相講談（日本テレビ、1978年4月 - 1985年3月[22]）司会
- 竹村健一の世相を斬る（フジテレビ、1979年10月 - 1992年3月）司会
- 世界おもしろネットワーク（テレビ東京、1981年10月 - 1982年2月）レギュラーゲスト
- 経済ホットチャンネル（テレビ東京、1985年10月 - 1987年3月）
- 竹村健一の食卓外交（朝日放送・テレビ朝日、1986年10月 - 1987年6月）司会
- 報道2001（フジテレビ、1992年4月 - 2008年3月）コメンテーター[23]

### ラジオ番組
- 竹村健一のミッドナイトプレスクラブ（TBSラジオ、1974年10月 - 1980年10月）
- 竹村健一のウイークエンド・レポート（TBSラジオ、1977年10月8日 - 1978年4月1日）
- 竹村健一 パイプ片手に（TBSラジオ、1993年4月 - 1997年3月）
- 竹村健一のずばりジャーナル（ニッポン放送、1978年4月 - 2006年3月31日）
- 竹村健一の土曜エキサイト論争（ラジオ関東）
- 竹村健一のプレス&ピープル（文化放送）
- 世相ホットライン ハイ!竹村健一です（文化放送、1982年4月 - 2010年4月4日）

### CM
- 明光商会「MSシュレッダー」（1981年）、「MSハロパー」（1980年代）
- キッコーマン「デリシャスソース」（1981年）
- カシオ「ウォーキングディクショナリー」（1982年）
- トヨシマビジネス（1984年）
- アデランス（1985年、ニューヨークで収録。自らの壁画を見に行くCMがある[24]）
- メリタ「メリタカフェ」（1980年代）
- 金鳥「キンチョール」
- オリエントファイナンス（現：オリエントコーポレーション）
- 立石電機（現：オムロン）企業広告（1987年。テニス編とエアピアノ編がある。なおテニス編のBGMは現在、「テレビ寺子屋」のオープニングで使われている。)
- 郵政省（現：日本郵政）
- ロート製薬「パンシロン液」（1993年）
- 関西電力「原子力発電」（1995年）
- シャディ「商店経営リストラ時局講演会」（1990年代）

## 音楽作品
- 竹村健一の手帖/ぼくなんかこれだけですよ。（1981年11月5日 SMSレコード。SM28-5078（LP盤）、CM28-5078（カセットテープ））

収録曲「MOU CORI GORI DA」は、「愛のコリーダ」（チャズ・ジャンケル、クインシー・ジョーンズ）にあわせて「大体やねぇ」「デリーシャスですよ」などの竹村の名言がサンプリングされた曲。なお、編曲は後にTHE SQUAREにキーボード奏者として加入する和泉宏隆が担当している。後にCD『ウルティメイトベシャリストCLASSICS』に収録された。
収録曲「「ベティ・ディビス・アイズ事件」における竹村氏の国際関係論的見地からの警告」(キム・カーンズの「ベティ・デイビスの瞳」のカヴァー）では、BOØWYのギタリスト、布袋寅泰が編曲とギターで参加している。
「MOU CORI GORI DA」と「「ベティ・ディビス・アイズ事件」における竹村氏の国際関係論的見地からの警告」の2曲は、非売品プロモ盤としてシングルカットされた。

## 著書
2000年までに300冊以上の著書がある。

### 単著
- 『千五百円世界一周記 : 留学生の裏窓』関書院、1955年11月1日。
- 『ある無銭旅行者の記録 : とつくにの裏町のはなし』隆文館、1957年3月15日。
- 『バレエ鑑賞の手引』関書院出版、1958年7月20日。
- 『世界の裏町 : ある無銭旅行者の記録』隆文館、1958年3月15日。
- 『おとなの英語 ピンク・ムード・レッスン』〈カッパ・ブックス〉、光文社、1962年。
- 『せい・はろー』ビデオ出版、1963年9月20日。
- 『レディの英語』〈ミリオン・ブックス〉、講談社、1963年9月25日。
- 『ビジネスマンの英語 : 国際時代の必須条件』〈ミリオン・ブックス〉、講談社、1963年9月30日。
- 『アメリカのユーモア』研究社出版、1963年12月20日。
- 『紳士の英語 : プレイボーイイングリッシュ』六月社、1963年10月25日。
- 『せい・はろー 続』ビデオ出版、1964年8月30日。
- 『楽しみながら学べる英会話のこつ』野田経済社 1964
- 『英語が必ず楽しくなる本 英語ア・ラ・カルト』吾妻書房 1964
- 『スクリーン英会話教室』隆文館 1964
- 『英会話革命 : すぐ英語が話せる本』〈ミリオン・ブックス〉、講談社、1964年3月10日。
- 『竹村式英会話速成術 れっつ・せい・はろー』六月社 1964
- 『安く海外旅行をする法 アルバイト世界一周案内』野田経済社 1964
- 『海外の生活ガイド : ペンフレンドの知識・風俗習慣とエチケット・留学の知識』教学研究社、1964年。
- 『楽しく学べる日常外来語活用小辞典』吾妻書房、1965年4月25日。
- 『おとこ・英語・おんな』（かもめ新書）一水社 1965
- 『奥さま英語講座』研究社出版 1965
- 『海外スマート旅行（ホリデー新書）実業之日本社 1965
- 『体験的アメリカ旅行ガイド : 英語とアメリカに強くなる本』吾妻書房、1966年1月30日。
- 『禁じられた英語』（ポピュラー・ブックス）桃源社 1966
- 『マイカー金言集』（ハウ・ツウ・ブックス）講談社 1966
- 『5人の猛烈なアメリカ人』講談社、1967年4月24日。
- 『マクルーハンの世界 : 現代文明の本質とその未来像』講談社、1967年8月20日。
- 『マクルーハン理論の展開と応用』講談社、1967年11月28日。
- 『禁じられた世界』（ポピュラー・ブックス）桃源社 1967
- 『体験的・英会話入門 日本人向きの速修上達法』評論社 1967
- 『頭は使いよう ウン、これはなるほど!』（プレイブックス）青春出版社 1967
- 『世界の女は俺の手に 日本男児海を行く』（ポピュラー・ブックス）桃源社 1967
- 『英会話記憶法』徳間書店 1967
- 『マクルーハンとの対話 : 日本文化とマクルーハニズム』講談社、1968年2月24日。
- 『競争社会 : これがアメリカだ』講談社、1968年4月20日。
- 『英語会話一週間 : すぐ役立ち自信がつく本』〈ミリオン・ブックス〉、講談社、1968年9月28日。
- 『ビジネス英会話速成術 青い目の心をとらえる本（トクマカジュアルブックス）徳間書店 1968
- 『英会話マンガ教室』徳間書店 1968
- 『おとこの英語』（ポピュラー・ブックス）桃源社 1968
- 『猛烈ビジネスマン これがエリートになる道だ!』（双葉新書）双葉社 1968
- 『これが猛烈ビジネスだ』（ポピュラー・ブックス）桃源社 1968
- 『複合企業時代』（ポピュラー・ブックス）桃源社 1969
- 『常識をぶち破れ』毎日新聞社 1969
- 『ユニカルチュアの世界 F型文化とM型文化』講談社 1969
- 『アフリカ』白陵社 1969
- 『虹を追った男 チェ・ゲバラの猛烈な生涯』講談社 1969
- 『猛烈ビジネスの世界 "単細胞人間"出でよ!』（双葉新書）双葉社 1969
- 『現代をマネージしろ 実戦マクルーハン理論』（ポピュラー・ブックス）桃源社 1969
- 『驚異の育児法 アメリカ式 最も合理的な子供の産み方・育て方』（双葉新書）双葉社 1969
- 『海外旅行の英会話』講談社 1969
- 『ピングリッシュ入門 行動派の英会話』（双葉新書）双葉社 1969
- 『断絶の経営 実力時代の猛烈ビジネスマン』（双葉新書）双葉社 1969
- 『英語記憶パズル 楽しみながら英語をマスター』八雲井書院 1969
- 『企業悪党時代 常識破りの経営で行け』（挑戦シリーズ）広済堂出版 1970
- 『挑戦の書 世界市場を征服する』（ガッケン・ビジネス）学習研究社 1970
- 『アメリカン・ビジネスの魔術師たち 意表を衝く経営の手法』（トクマ・ビジネス）徳間書店 1970
- 『二重思考の応用と展開』大和書房 1970
- 『すべてを逆に考えよ』毎日新聞社 1970
- 『二重思考の世界 断絶社会の考え方』講談社 1970
- 『触覚人間の時代 二重思考による自己改造術』徳間書店 1970
- 『タブーをぶち破れ 海外旅行の秘訣』毎日新聞社 1970
- 『竹村式心臓英語 これならキミでも外人と話せる』（挑戦シリーズ）桜井広済堂 1970
- 『金儲け名案集 濡れ手で大金をつかむ本』（ダイワブックス）大和書房 1970
- 『快楽の万国博 あなたにセマる本』（挑戦シリーズ）広済堂出版 1970
- 『海外旅行英会話3時間』三修社 1970.9
- 『挑戦に生きがいを賭けた男たち』東洋経済新報社 1971
- 『若者の心をつかむ』実業之日本社 1971
- 『生きがいあるビジネスマン』広済堂出版 1971
- 『ジェット・ビジネスマンの海外出張成功法』日本交通公社 1971
- 『紳士の英語 プレイボーイイングリッシュ』文進堂 1971
- 『実用・英スピーチ 生きた英語が話せる70の秘訣』大和書房 1971
- 『時代おくれの考え なぜ頭が古いといわれるのか』ベストセラーズ 1971
- 『竹村健一の英語学校』（ライフブックス）日本ライフブックス 1971
- 『三段ロケット思考』（日新新書）日新報道 1972
- 『マクガバン 病めるアメリカの救世主となるか（日新新書）日新報道 1972
- 『ムダな思考はやめろ』東京スポーツ新聞社 1972
- 『世界珍行漫行 失敗旅行が産んだ比較文化論』（ノン・ブック）祥伝社 1972
- 『欧米ポルノ名作教室 ズバリ発禁個所が読める』（ナンバーワンブックス）明文社 1972
- 『脱文明の旅 アフリカに学ぶ』（ベルブックス）日本交通公社 1972 のち中公文庫
- 『ナウな248の用語集』(Ein books) 学習研究社 1973
- 『解体の思想 文明後時代への手がかり』ダイヤモンド社 1973
- 『発想のヒント365日 眠れる脳細胞を目覚めさせよ』（ライフ・ブックス）東京スポーツ新聞社 1973
- 『欧米発禁本 海外エロ小説入門』（ナンバーワンブックス）明文社 1974
- 『日本語でできる英会話 あなたの言葉で外人と話そう』（オレンジ・ブックス）スポーツニッポン新聞社出版局 1975
- 『逆発想のヒント 転んでもタダでは起きない』東京スポーツ新聞社 1975
- 『竹村健一英語教室 これでジャンジャン喋れる』（カッパ・ブックス）光文社 1976
- 『男、30代をどう生きるか 居直りと挑戦の哲学』エフプロ出版 1976
- 『世相講談』1－7 日本テレビ編。日本テレビ放送網 1977年-1982年。
  - 竹村健一（著）日本テレビ（編）『世相講談 1』日本テレビ放送網、1977年11月25日。
  - 竹村健一（著）日本テレビ（編）『世相講談 2』日本テレビ放送網、1978年4月24日。
  - 竹村健一（著）日本テレビ（編）『世相講談 3』日本テレビ放送網、1978年11月20日。
  - 竹村健一（著）日本テレビ（編）『世相講談 4』日本テレビ放送網、1979年。
  - 竹村健一（著）日本テレビ（編）『世相講談 5』日本テレビ放送網、1980年3月14日。
  - 竹村健一（著）日本テレビ（編）『世相講談 6』日本テレビ放送網、1981年6月8日。
  - 竹村健一（著）日本テレビ（編）『世相講談 7』日本テレビ放送網、1982年3月11日。
- 『もう一つ別の発想法 頭はつかい方で奇蹟が起こる』（プレイブックス）青春出版社 1977
- 『竹村健一英会話教室』三修社 1977.12
- 『日本の常識は世界の非常識!? 竹村健一VS外国特派員』編。ダイヤモンド社 1977.2
- 『日本人は日本を知らない 21世紀への原点 TBSミッドナイト・プレスクラブ』編。徳間書店 1977
- 『知的身軽人間の世界』エフプロ出版 1977.5
- 『竹村健一の世相講談』エフプロ出版 1977.7
- 『脱常識のライフワーク』PHP研究所 1978.10 のち文庫
- 『大逆転の法則 ピンチに強い竹村式発想術』サンケイ出版 1978.11
- 『西洋占い教室 もう1人の自分を発見する 神秘の法則から占いゲームまで』大和出版 1978.3
- 『竹村健一の逆発想&クイズ』（実日新書）実業之日本社 1978.4
- 『逆発想術 一つの頭を何倍にも使う決め手』徳間書店。1978.4 のち徳間文庫
- 『知的変身のすすめ』（ウイークエンドブックス）日刊工業新聞社 1978.6
- 『逆発想術 続』徳間書店 1978.9 のち徳間文庫
- 『憂国の書 対論 (ウィークエンドブックス)日刊工業新聞社 1979.1
- 『知的対決の方法 逆発想術対話篇』徳間書店 1979.10
- 『この世相に直言す』日本書籍 1979.10
- 『80年代時間の読み方 これまでと一味違う"複線型"時間処理法』（ノン・ブック。知的サラリーマン・シリーズ 3）祥伝社 1979.11
- 『自分の会社を持ちなさい 使われる立場から抜け出す新発想法 (Sun books)太陽企画出版 1979.4
- 『大逆転の法則 続』サンケイ出版 1979.5
- 『自分の会社を持ちなさい あなたを成功させる極秘の情報 実戦編 (Sun books) 太陽企画出版 1979.7
- 『逆発想術 続々』徳間書店、1979.7
- 『欲望が人をつくる 新猛烈主義のすすめ (実日新書)実業之日本社、1979.8
- 『禁じられた英語 性英語表現の研究』南雲堂 1980.10
- 『竹村健一自選集 1』徳間書店 1980.11
- 『竹村健一自選集 2（すべてを逆に考えよ）』徳間書店 1981
- 『竹村健一自選集 3（5人の猛烈なアメリカ人）』徳間書店 1980
- 『竹村健一自選集 4（私の逆発想自伝）』徳間書店 1981
- 『竹村健一自選集 5』徳間書店 1981
- 『竹村健一自選集 6』徳間書店 1981
- 『親の不安にこたえる教育論』潮出版社 1980
- 『分裂思考で行動しよう 80年代の情報術』（カッパ・ブックス）光文社 1980.2 のち文庫
- 『君は竹村健一になれるか 八〇年代の男の読み方』山手書房 1980.2
- 『クロスオーバー型人間の発想 「連合の時代」竹村式処生術』潮出版社 1980.3
- 『地球時代の逆発想』読売新聞社 1980.4
- 『竹村健一のきわめて常識的なエネルギー論』実業之日本社 1980.4
- 『竹村健一の3時間英会話 日本語が出来れば英語は話せる (Tokuma books) 徳間書店 1980.4
- 『私の頭をはだかにします 平凡な頭で非凡に生きる秘密』太陽企画出版 1980.5
- 『発想の原点 T・T・T思考で行動しよう』（グリーンアロー・ブックス）1980.6
- 『私ならこんな女性とつき合いたい 若さを失わないための発想法』潮出版社 1980.6
- 『ポケット眠られぬ夜の英会話』（英語文庫）南雲堂 1980.7
- 『大物のホンネ 竹村健一トーク&トーク』PHP研究所 1981.10
- 『挑戦する男たち 世の常識に、大企業の壁に自己の可能性を』（竹村式発想のセオリー・シリーズ）潮出版社 1981.10
- 『竹村健一の脱常識大口談』(Tokuma books) 現代史出版会 1981.10
- 『二重思考の世界 テレビ文明、情報化社会の本質をさぐる（竹村式発想のセオリー・シリーズ 2）潮出版社 1981.11
- 『成功するまでやってみよう! 不可能を可能にする全方法』PHP研究所 1981。のち文庫
- 『竹村健一自選集 第2期 1 竹村健一の速成英会話術 三分間でデリーシャスにしゃべれる』現代史出版会 1981
- 『竹村健一自選集 第2期 2（マクルーハン理論の展開と応用）』現代史出版会 1982
- 『ニューライフの発想法 時代を先取りするセンスをいかにつけるか』（竹村式発想のセオリー・シリーズ 3）潮出版社 1981.12
- 『現代人の座標軸』（グリーンアロー・ブックス）1981.3
- 『竹村健一の世相を斬る』サンケイ出版 1981
- 『私も原子力が怖かった あることの危険性・ないことの危険性』サイマル出版会 1981
- 『愛の会話術 竹村健一の生きた英語レッスン3』太陽企画出版 1981.3
- 『スイスイ海外旅行 竹村健一の生きた英語レッスン1』太陽企画出版 1981.3
- 『つき合い方人間学 嫌な奴とつき合いなさい』（プレイブックス）青春出版社 1981.4
- 『基本19語の英語術 これで、旅行も商談もOKや』光文社 1981.4
- 『自分の壁を破る思考法 仕事が出来る男といわれる37項』太陽企画出版 1981。のち知的生きかた文庫
- 『成功するビジネス会話 竹村健一の生きた英語レッスン2』太陽企画出版 1981.4
- 『実例ビジネス英会話』南雲堂 1981.5
- 『論争に勝つ発想法 生きるための知的戦略』（ワニの本. ベストセラーズ）1981.6
- 『私も英語では苦労しました 話題の人58名の英語との出会い』編。日本英語教育協会 1981.6
- 『はだか人間学 知的人間の必要事項（プレイブックス）青春出版社 1981.8
- 『男、30歳からの発想 大転換期をどう生きるか』(Tokuma books) 徳間書店 1981.9
- 『劣等感がぼくをビッグにした 竹村健一のアウトサイダー哲学』山手書房 1981.9
- 『知的身軽人間の世界 45度人間とは、第三空間への「はみだし指向」とは』（竹村式発想のセオリー・シリーズ）潮出版社 1982.1
- 『男、30歳からの自立 今、起たないで、何時、起つのか』(Tokuma books) 徳間書店 1982.1
- 『これだけ英語ハンドブック』（竹村式史上最強の英語塾）潮出版社 1982.10
- 『男、20代の決断 君よ、決断の河を渡れ!』(Tokuma books) 徳間書店 1982.10
- 『竹村健一のおもしろ読本 頭のヨゴレを落す』太陽企画出版 1982.10
- 『素人だからやりなさい』（プレイブックス）青春出版社 1982.11
- 『坪内寿夫・奇跡の経営力 企業再建王の人と哲学を探る』PHP研究所 1982.12
- 『高感度人間になる法 カンを鋭くする右脳の使い方』（ノン・ブック. 知的サラリーマン・シリーズ）祥伝社 1982.2
- 『解体の思想 文明後社会に挑戦する生き方、考え方』 (竹村式発想のセオリー・シリーズ 5）潮出版社 1982.2。のち中公文庫
- 『世界の読み方 的確な未来を知る技術』（日本の進路シリーズ）太陽企画出版 1982.3
- 『頭を使って儲けなさい 竹村式・クロスオーバー蓄財法』PHP研究所 1982.4
- 『孫子 百戦殆からずの術』（シリーズ・歴史の発想）ダイヤモンド社 1982.4
- 『男、30歳からの転換 意識革命の波に乗れ』(Tokuma books) 徳間書店 1982.4
- 『ビジネスマンの英会話』（竹村式史上最強の英語塾）潮出版社 1982.5
- 『全員一致ならやめてしまえ コペルニクス的発想転換』（カッパ・ブックス）光文社 1982。のち文庫
- 『男、20代の挑戦 人生はゲームだ』(Tokuma books) 徳間書店 1982.6
- 『すてきな女性の英語』（竹村式史上最強の英語塾）潮出版社 1982.6
- 『笑っておぼえる英語術』（竹村式史上最強の英語塾）潮出版社 1982.7
- 『すぐ活用できる英会話』（竹村式史上最強の英語塾）潮出版社 1982.8
- 『男、20代の冒険 のるかそるか、やってみろ!』(Tokuma books) 徳間書店 1982.8
- 『論語八方破れ 孔子と私の人間学』(Tokuma books) 徳間書店 1982.9
- 『原点・竹村健一』全3巻 講談社 1983.1
- 『変化の七大潮流を読む ビジネス革命にどう生き残るか データが語る新時代』PHP研究所 1983.11
- 『竹村健一流超常識子育論 いま明かす"自燈明"の原理』(Rabbit books) 大和山出版社 1983.12
- 『これなら通じる英語表現術 役立ってビックリ、会話の決め手96』（カッパ・ホームス）光文社 1983.3
- 『竹村流・賢い時間の創り方 はじめて明かす九つの秘密』PHP研究所 1983.4
- 『次に来る衝撃』青春出版社 1983.6
- 『伸びる男はここが違う 脳細胞を1%余計に使うノウハウ』（イルカの本）プレジデント社 1983.7
- 『"やること"のすすめ 人間信頼の性悪説 「荀子」の行動哲学に学ぶ』（Sun business. 日本の進路シリーズ）太陽企画出版 1983.7
- 『竹村健一英語で世相を斬る』（Business view ; 別冊）グロビュー社 1983.8
- 『自分の腹にモノサシを持て トレンドの読み方・つかみ方』（Sun business. 日本の進路シリーズ）太陽企画出版 1983.8
- 『政治は逆から見るとおもしろい』山手書房 1983.9
- 『見えてきた衝撃波』徳間書店 1984.1
- 『これだけでおどろくほど英語がラクにしゃべれる! 竹村英語の決定版! (ミカサ・ブックス)三笠書房 1984.1
- 『フィードフォワードの発想』（知的生きかた文庫）三笠書房 1984.11
- 『竹村健一の大常識事典 時代の"気分"と一歩先を読む』(Kosaido books) 広済堂出版 1984.11
- 『竹村流・新情報整理学 情報信ずべし情ずべからず』広済堂出版 1984.12
- 『竹村健一のつき合い方出世学 あなたの人生をきり開く48のテーゼ』太陽企画出版 1984.12
- 『時代おくれの考え この発想が人を驚かす』（ワニ文庫）ベストセラーズ 1984.2
- 『竹村健一の現代を解くキーワード 対談集』中央公論社 1984.5
- 『上手な悩み方が君を大きくする 竹村健一人生相談』山手書房, 1984.5
- 『もっと自由に生きてみないか 心のクサリはこうして解き放て! 竹村流・男の幸福論』PHP研究所 1984.6
- 『飛ばす頭で発進せよ ムダな思考はもうやめろ』（ワニ文庫）ベストセラーズ 1984.6
- 『「荘子」の読み方 "遊"精神のすすめ』（イルカの本）プレジデント社 1984.7
- 『メガトレンド社会の成功条件』実業之日本社 1985.1
- 『ここまで裏がわかると世の中100倍面白くなる』（プレイブックス）青春出版社 1985
- 『おとこの英語オトナの会話 女に強くなる洒落たレッスン』（ワニ文庫）ベストセラーズ 1985.2
- 『世界の読み方 85年版』（日本の進路シリーズ）太陽企画出版 1985.3
- 『フィードフォワード』講談社 1985.3
- 『自分の未来を誤らない方法 どうする、これからの10年間』（ワニの本）ベストセラーズ 1985.5
- 『すぐしゃべれる旅行英会話』(Sun business) 太陽企画出版 1985.6
- 『運の強い人間になる法則 成功を呼び込む10のノウハウ そのチャンスを見逃すな!』PHP研究所 1985.7。のち文庫
- 『竹村健一のビジネス生活学（得）96集』太陽企画出版 1985.7
- 『五島昇の帝王学『貞観政要』で探る実力経営者の原点 創業は易く、守成は難し!』PHP研究所 1986.1
- 『「荀子」私はこう読む わが心の師に学ぶ生き方の知恵』(Ryu books) 経済界 1986.10
- 『竹村健一のこれだけ英会話 英語はこんなに簡単だったのか!』PHP研究所 1986.11
- 『スポーツ用語で日常英会話はOK! 竹村英語の決定版! これで会話力がグンと伸びる』三笠書房 1986.2
- 『新・五人の猛烈なアメリカ人 欲望と競争の時代』PHP研究所 1986.2
- 『国際情勢の通になれる本 マスコミの書かない世界』(Eye opener series) 太陽企画出版 1986.3
- 『ハイテク企業の未来戦略 伸びる会社の発想を盗め!』(Sun business) 太陽企画出版 1986.5
- 『前川レポートの正しい読み方 日本の将来の指針 このままでは日本は孤立する』東急エージェンシー出版部 1986.7
- 『ソフト・アイ人間の見た世界 : 国際情報がビジネスに生きてくる』（Sun business. 日本の進路シリーズ）太陽企画出版 1986.7
- 『「末席副社長」の経済学 日本経済はこうなる』講談社 1987.1
- 『豊かな日本貧しい日本人 アメニティーの時代がやってきた』(Sun business) 太陽企画出版 1987.10
- 『発想革命』世界文化社 1987.11
- 『日本農業大改造論 明日の日本を憂え、あえて提言する』（ノン・ブック. 先見サラリーマン・シリーズ）祥伝社 1987.2
- 『日本人の生活はこう変わる "聖域"農業を見直す』(Eye opener series) 太陽企画出版 1987.2
- 『相手をうならせる説得の話術 論争に勝つ発想法』（ワニ文庫）ベストセラーズ 1987.6
- 『日本人はまだ豊かになれる R&Rが日本をこう変える』(Eye opener series) 太陽企画出版 1987.7
- 『異才時代 はみ出し発想人間の出番がきた!』学習研究社 1987.8
- 『サラリーマンよ、バカを見るな!「時代」に潰されずにどう生き抜くか』PHP研究所 1987.9
- 『竹村健一のジャパニーズ・ドリーム 90年代の読み方』徳間書店 1988.1
- 『日本経済第二の奇跡 内需主導型への大転換』(Sun business) 太陽企画出版 1988.1
- 『世界を開くキイパースン 日本の要人12人との対話』(Eye opener series) 太陽企画出版 1988.11
- 『What'sガイジン? 外人との付き合い方 竹村健一のビジネス・マニュアル』世界文化社 1988.2
- 『豊かな日本人になるための80章 国際化時代のぜいたく革命』(Sun business) 太陽企画出版 1988.3
- 『新自分の会社を持ちなさい』(Sun business) 太陽企画出版 1988.4
- 『アメニティ社会を解く100のキーワード どうなる?これからのビジネス』新森書房 1988.4
- 『こう読めば日本の未来がわかる 世界が期待する日本の役割』(Eye opener series) 太陽企画出版 1988.5
- 『竹村健一の一日一訓』(Eye opener series) 太陽企画出版 1989.10
- 『日本国大改造論』祥伝社 1989.11
- 『日本は封じ込められるか 平成日本の読み方』(Eye opener series) 太陽企画出版 1989
- 『ゴールデン・ナインティズ 日本に黄金の世紀がやって来る!』新森書房 1989.2
- 『転職があなたを豊かにする ライフデザインのための実戦的技術』(Refresh series) 太陽企画出版 1989.6
- 『会社を辞めて独立できる人できない人 人生の決断に失敗しないために』PHP研究所 1989.8
- 『日本の変身は世界の期待 日本は世界に何を与えられるか』太陽企画出版 1989.8
- 『逆立ちすると違った世界が見える 日本・地球化の方法』徳間書店 1989.9
- 『生活遊民の時代 '90年代遊びのプロが天下を取る!』コーリウ生活文化研究所 1989
- 『歴史の法則 私は、なぜアメリカに「イエス」と言うのか。』イースト・プレス 1990
- 『新しい世界地図 冷戦が終わった今、日本の試練が始まる』(Sun business) 太陽企画出版 1990.10
- 『日米共存の条件 日本はアメリカの本当の恐さを知らない』(Eye opener series) 太陽企画出版 1990.6
- 『頭のいい情報活用私の方法 竹村健一の』三笠書房 1990.8
- 『日本人の英語術 PとQで、こんなに通じる』（カッパ・ブックス）光文社 1990.8
- 『頭は使いよう クイズ版 ウン、これはなるほど!』（青春best文庫）青春出版社 1990.8
- 『日本は再び孤立するか 岐路に立つ理念なき国家』太陽企画出版 1991.12
- 『ソニー会長盛田昭夫の自分をもっと大きく生かせ!』三笠書房 1991。のち知的生きかた文庫
- 『大阪大空襲の夜』新風書房 1991.8
- 『世間知らずの日本人 ホンネとタテマエの再発見』太陽企画出版 1991.9
- 『シンボル・アナリストの時代 会社を蘇生させるのは「個人の知恵」だ』祥伝社 1992
- 『危ない大国ニッポン』学習研究社 1992.4
- 『これでわかった日本の問題点 21世紀の生活大国をめざし、今、日本を見つめ直す』PHP研究所 1992.6
- 『自分の時間を持ちなさい 「生産人間」から「生活遊民」へ』(Refresh series) 太陽企画出版 1992.6
- 『頭の中身ぜんぶ見せます 生きる知恵、成功のヒント』イースト・プレス 1992.6
- 『私の心をつかんだ大物たち 一流人間生き方学』太陽企画出版 1992.8
- 『人生は自分勝手でちょうどいい 竹村流高付加価値人生論』PHP研究所 1993。のち文庫
- 『「欲望」が人間の器を決める』PHP研究所 1993。のち文庫
- 『日本は世界の天使か悪魔か 揺ぎなき繁栄の条件』(Eye opener series) 太陽企画出版 1993.6
- 『幸運の女神に好かれる法 自分を変える発想を持て』青春出版社 1994
- 『情報頭脳をもちなさい! このままでは日本は頑張りながらダメになる!』ぶんか社 1994
- 『見えざる時代の動きを読む 21世紀を考えるヒント』太陽企画出版 1994.12
- 『竹村健一の平成不況に克つ柔思考 このフレキシブルな考え方に学べ』太陽企画出版 1994.2
- 『竹村健一の日本経済リストラ論 「平岩レポート」はこう読みなさい』東急エージェンシー出版部 1994.2
- 『人を掴む 私が学んだ人間関係の極意』クレスト社 1994.4。のちサンマーク文庫
- 『マルチメディアを知らんで明日を語ったらあかんよ! 不況克服策の切り札』PHP研究所 1994.6
- 『面白すぎる「大物たちの頭の使い方」 話題の企業のトップ研究』太陽企画出版 1994
- 『負のGNP大国・日本 20年間ムダ働きのニッポン人』太陽企画出版 1994.9
- 『総理大臣総集合! 歴代9人の宰相が大いに語る』太陽企画出版 1995.4
- 『竹村健一全仕事 マルチ研究』竹村健一マスコミ生活四十周年記念事業事務局編。太陽企画出版 1995
- 『チャンスは友が運んでくる 自分を育てる最も頭のいい方法』（クレスト選書）クレスト社 1995.6。のちサンマーク文庫
- 『日本の力量 秘めた力を発揮する決断のとき』太陽企画出版 1995.9
- 『「オキテ破り」で生きてきた ボクのおもろい半生記』PHP研究所 1996.11
- 『日本の盲点 知られざる真実に目を向けろ』太陽企画出版 1996.4
- 『日本の大課題 国力の源泉は「港」にあり』太陽企画出版 1996
- 『未来への「道」をつくる (日本の大課題 3)太陽企画出版 1997.11
- 『頭のいい「ビッグバン」利用術 こうすれば、あなたも日本も豊かになれる』クレスト社 1997.11
- 『3分間ごとに世界通になる本 日本凋落のナゾをこう解く 1998年版』青春出版社 1997
- 『ここまで来たインターネット・ビジネス最前線 すべては「マクルーハンの法則」にあった』（クレスト選書）クレスト社 1997.2
- 『夢に挑むベンチャー企業家 ビッグカンパニーを育てる5人の男たち』太陽企画出版 1997.6
- 『特上の人生 やりたいことをやりながら成功する法』サンマーク出版 1997。のち文庫
- 『マルチメディア・ビッグバン (日本の大課題 ; 2)太陽企画出版 1997.8
- 『竹村健一の就職塾 会社と仕事はこうして選ぶ』太陽企画出版 1997.9
- 『嫌な奴とつき合いなさい 人間関係で変わる運<ツキ>の法則』青春出版社 1998
- 『これならわかる知的金融術 21世紀のお金の殖やし方』太陽企画出版 1998.11
- 『世界の動き/これだけ知っていればいい 1999年版（竹村健一の3分間早わかりシリーズ）青春出版社 1998.12
- 『竹村健一のゼロから考える発想法』青春出版社 1998.2
- 『これでいいのか「災害大国」』（日本の大課題 ; 4）太陽企画出版 1998.4
- 『3分間ごとに世界大変化を知る本 破綻回避の難題をこう解く 緊迫の経済・国際版』青春出版社 1998.5
- 『日本の明日を考える6つの視点 いまこそ「清富の思想」が必要だ』太陽企画出版 1998
- 『「金融」を知らんと明日は大損!』PHP研究所 1998.7
- 『激動のなかを生きる男たち』バンガード社 1998.7
- 『自分の会社を持ちなさい 今こそ起業のチャンスだ! 21世紀版』太陽企画出版 1998.8
- 『好きなことをやれイヤなことはするな いま「男らしく」生きる方法』太陽企画出版 1999.12
- 『大成功はいつも凡人の手にあった「夢への執着」が道を開く』PHP研究所 1999.3
- 『この人が忘れられない 私が出会った素晴しき一流人間37人』太陽企画出版 1999.3
- 『竹村健一流開き直りのすすめ 自分の弱気がバカらしくなる腹の据え方』青春出版社 1999.4。のち文庫
- 『もう一つ別の成功法 情報社会の新しい生き方』太陽企画出版 1999.7
- 『日本の常識は世界の非常識 21世紀版 新ミレニアムの大潮流を読む』太陽企画出版 2000.1
- 『好きなことだけやってみなはれ! 21世紀的成功のヒント』PHP研究所 2000.10
- 『早い話がこう生きたらええ。 竹村流超プラス思考のすすめ』太陽企画出版 2000.10
- 『竹村健一の英語を武器にしろ 必ず役に立つ超簡単習得法』太陽企画出版 2000.12
- 『ネット資本主義の勝者たれ 「IT時代」生き残りへの提言』太陽企画出版 2000.4
- 『石原慎太郎・日本を変えるリーダーシップ』PHP研究所 2000.6
- 『竹村健一の「これから」を知っておく100項目』（竹村健一の3分間早わかりシリーズ）青春出版社 2000.7
- 『21世紀世界の動きがひと目でわかるこれだけデータ』太陽企画出版 2001.1
- 『3人の総理と1人の親友について語ろう いま日本を救う政治家とは』太陽企画出版 2001.10
- 『「変わる日本」で必要とされる人 2002年版』（竹村健一の「世界の動き」早わかりシリーズ）青春出版社 2001.12
- 『アメリカ人がよく使っている英語表現1日1つずつ覚えなさい』太陽企画出版 2001.2
- 『仕事ができる人になる黄金情報 発想を豊かにするビジネス・ヒント』太陽企画出版 2001.3
- 『自分の意見が言える人になれ!』三笠書房 2001.6
- 『「次なる変化」を見抜く50の新視点』青春出版社 2001.6
- 『人生、オンリーワンがいちばん デフレ時代をたくましく生き抜く法』太陽企画出版 2001.7
- 『わが友石原慎太郎』徳間書店 2001.9
- 『日本人だけが知らないニッポン人 外国人特派員100超人との対論から』太陽企画出版 2002.10
- 『英語でも読みたい竹村健一の一日一訓 目からウロコの365話』太陽企画出版 2002.11
- 『日本経済これだけ知っていればいい 2003年』（竹村健一の早わかりビジネス講座）青春出版社 2002.12
- 『いつまでも若く生きる 人生の達人に学ぼう』太陽企画出版 2002.12
- 『竹村健一の最後に勝ちを拾う発想法 いっときの不安・あせりに惑わされない"自分"の保ち方』青春出版社 2002.4
- 『通勤電車の英語塾』角川oneテーマ21 2002
- 『メディアの軽業師たち マクルーハンで読み解く現代社会』ビジネス社 2002.7
- 『バカな日本の治し方 ここを変えればこの国はよくなる』太陽企画出版 2003.12
- 『人を魅きつける力 テレビで出会った大物たちに学ぶ』PHP研究所 2003
- 『たった1行の成功法則』青春出版社 2003.5
- 『例外的日本人 夢と冒険に生きる人々』太陽企画出版 2003.5
- 『竹村健一の「危険」な英語』太陽企画出版 2003.6
- 『これ1冊で「日本の大変化」がわかる! 日本人が気づいていない50の急所 竹村健一の3分間ビジネス講座』青春出版社 2005.11
- 『知恵になる知識 先端科学・文化で脳を鍛えろ!』太陽企画出版 2005.2
- 『日本の常識世界の非常識』幻冬舎 2005.4
- 『孫正義のクレージー経営者宣言』太陽企画出版 2005.5
- 『日本の常識を疑え! 見方を変えれば新たな発見がある』太陽企画出版 2005.8
- 『日本の出発 この国と世界のこれから』太陽企画出版 2006.1
- 『竹村健一のここが日本の急所 視点を変えればものごとの本質が見える』太陽企画出版 2006.10
- 『激変する世界地図の本当の読み方 人・ビジネス・お金・情報…日本を巻き込む新しい流れを先取りする 竹村健一の3分間早わかり講座』青春出版社, 2006.11
- 『これ一冊で日本と世界の大変化がわかる! 竹村健一の3分間早わかり講座』青春出版社, 2007.11
- 『愚かな働き者になるな愚かな金持ちになるな「ワーク・ライフ・バランス」の発想』青萠堂 2007.11
- 『私の心をつかんだ極上の言葉 いい人生をおくるための名言100』太陽企画出版 2007.7
- 『変わる世界で日本はこうなる! 竹村健一の3分間早わかり講座』青春出版社 2008.11
- 『いい加減力 自分を信じて生きなさい』太陽企画出版 2008.3
- 『竹村式お金に振り回されない習慣術 60歳からは少ない収入で大きな幸せ』幻冬舎 2009.6
- 『先見力 老いてこそ至福』青志社 2010.5

### 共著
- 『学生のペンパル12か月 文例中心海外文通ガイド』遠藤泰弘、天野元 共著。評論社 1968
- 『日・英・中旅行会話』輿水優共著。三修社 1973
- 『日・英・韓旅行会話』張暁共著。三修社 1973
- 『知的野生教育 親が子に与えるべき"3つの自立"』（ノン・ブック）桐島洋子共著。祥伝社 1978
- 『私たちの世界地図』竹村良子共著。青娥書房 1978
- 『ユニークな日本人』グレゴリー・クラーク共著。講談社現代新書 1979
- 『黙っておれるか』細川隆元共著。山手書房 1981
- 『地球時代の多重思考「三歩先を読む」知的鍛錬術』竹内均共著。徳間書店 1981
- 『もっと上手に儲けなさい 80年代の利殖戦術』（Sun business. 日本の進路シリーズ）邱永漢共著。太陽企画出版 1981
- 徳田虎雄『オレたちのように生きてみないか : 80年代の成功のリズム』太陽企画出版〈Sun business. 日本の進路シリーズ〉、1982年11月1日。
- 『日本が心配だ』本田宗一郎、牛尾治朗共著。山手書房 1982
- 『変わる産業・変わる経営 市場を変え、企業を変える五つの傾向』（Sun business. 日本の進路シリーズ）日下公人共著。太陽企画出版 1983
- 『単純が奇跡を生んだ 大将坪内寿夫の単純明快度胸の経営』（Sun business. 日本の進路シリーズ）坪内寿夫共著。太陽企画出版 1983
- 『現代楢山節考』森木亮共著。原書房 1983.9
- 『日本のメガトレンド 近未来のつかみ方』（Sun business. 日本の進路シリーズ）メガトレンド研究会共著。太陽企画出版 1983。のち知的生きかた文庫
- 『自民党の読み方 史上最強集団の秘密を盗む』（Sun business. 日本の進路シリーズ）宮川隆義共著。太陽企画出版 1984
- 『内閣総理大臣中曽根康弘、防衛・憲法を語る 亡国の非武装中立論を撃つ』編著。山手書房 1984.2
- 『"いい加減"のすすめ 釈迦が教える生き方の自信』(Sun business) ひろさちや共著。太陽企画出版 1984
- 『財政再建 いま選択のとき』森木亮 共著。原書房 1985
- 『ネットワーキングの奇跡 人脈を広げる、能力を引き出す』（カッパ・ビジネス）ネットワーキング研究室共著。光文社 1985.4
- 『ハイテク・ニッポンSOS 続・日本のメガトレンド』（Sun business. 日本の進路シリーズ）新メガトレンド研究会共著。太陽企画出版 1985
- 『危機が日本を強くする 地上最強国家へのシナリオ』エネルギー特捜班共著。新森書房 1987
- 『これでいいのか!日本の教育 残虐化する少年犯罪』(Sun business) 濤川栄太共著。太陽企画出版 1989
- 『大物はつらいよ 俺がつき合ったスゴイ奴』（大物シリーズ 2）金田正一共著。太陽企画出版 1993
- 『新私の心をつかんだ大物たち 一流人間に学ぶ気配りのすすめ』山口比呂志共著。太陽企画出版 1993
- 『日本人の決算書 この国をどう救うか 衝撃の鼎談』渡部昇一、日下公人共著。太陽企画出版 1994
- 『もっと上手に自分を表現しなさい 国際化時代の日本人のパフォーマンス』佐藤綾子共著. 太陽企画出版 1995.12
- 『大抜擢の時代 自分勝手なヤツほど成功する』堀紘一共著。PHP研究所 1995。のち文庫
- 『「引き潮」の経済学 新しいお金の発想を持ちなさい』邱永漢共著。PHP研究所 1995.6
- 『日本の危機管理はこれでいいのか 阪神大震災、地下鉄サリン事件の教訓をどう生かすか』佐々淳行共著。致知出版社 1995
- 『ふたりの右脳活性術 プラス発想こそが成功の源だ』春山茂雄共著。太陽企画出版 1996
- 『逆境をバネに器量を磨け 危機克服の人間力』童門冬二共著。PHP研究所 1996
- 『賢い脳のつくり方』大島清共著。PHP研究所 1997
- 『わし、日本が好きやで これからは庶民が億万長者になる時代』山口令子共著。維摩書房 1998
- 『誇りなくば国立たず 危機を克服するヒント』日下公人、渡部昇一共著。太陽企画出版 1998
- 『竹村健一式頭脳で21世紀が始まる!!』山口令子 聞き手。維摩書房 1998.9
- 『孫正義大いに語る!! ネット革命・新世紀への挑戦』PHP研究所 1999.1
- 『コンピュータ2000年問題は本当に危ない! 顧客・株主・取引先から「訴えられる」のはあなたです』田中武雄共著。バンガード社 1999
- 『日本は二十一世紀の勝者たりえるか こうすればこの国はよくなる』日下公人、渡部昇一共著。太陽企画出版 1999
- 『痛快鼎談僕らはそう考えない 混迷の日本を診断する』日下公人、渡部昇一共著。太陽企画出版 2000.7
- 『好きなことをやって、成功する法則。』中谷彰宏共著。PHP研究所 2001
- 『僕らが考える「日本問題」 激動の世界で復活は可能か』（痛快鼎談 ;2）日下公人、渡部昇一共著。太陽企画出版 2002.1
- 『人生の「幸」を稼ぎ出す「運」と「金」のルール』小林祥晃共著 ぶんか社 2002.10
- 『もし世界が80問のジョークだったら アタマのこりをほぐす笑いの泉』田澤拓也共著. 太陽企画出版 2002.4
- 『日本一よくわかる政治と経済の話 デフレ不況と小泉内閣はどうなる!?』山口令子共著。太陽企画出版 2002.5
- 『第二の人生を10倍充実させる習慣』和田秀樹共著。PHP研究所 2002.6
- 『日本人よ、侍スピリットでよみがえれ!』鍋島健士共著。致知出版社 2002.9
- 『リストラ無用の会社革命 ジョブ・ディスクリプションが雇用を変える』玄間千映子共著。太陽企画出版 2003.1
- 『外資系の頭で考える マインド・セットを変えよう』八城政基共著。太陽企画出版 2003.10
- 『命の限り蝉しぐれ 日本政治に戦略的展開を』中曽根康弘共著。徳間書店 2003.1
- 『すべては歴史が教えてくれる 戦後民主主義の迷妄を解く』日下公人、渡部昇一共著。太陽企画出版 2003.8
- 『世界一の金持ちになってみろ! 単純に考えればうまくいく』堀江貴文共著。太陽企画出版 2004.10
- 『今はじめれば1億円!あなたも「株」を買いなさい』仁科剛平共著。廣済堂出版 2004.4
- 『ユビキタス社会、始まる すべてのモノにコンピュータを』坂村健共著。太陽企画出版 2004.4
- 『人間力。』竹村真一共著。太陽企画出版 2004.7
- 『インドを知らんで明日の日本を語ったらあかんよ』榊原英資共著。PHP研究所 2005.1
- 『日本の黄金時代が始まる 何を守り何を変えるのか』日下公人、渡部昇一共著。太陽企画出版 2005
- 『英語より日本語を学べ 焦眉の急は国語教育の再生だ』齋藤孝共著 太陽企画出版 2006
- 『栄光の日本文明 世界はニッポン化する』日下公人、渡部昇一共著。太陽企画出版 2006.8
- 『国家と人生 寛容と多元主義が世界を変える』佐藤優共著。太陽企画出版 2007。のち角川文庫
- 『人生のレールは一本ではない 悔いのない生き方をしよう』三浦雄一郎共著。太陽企画出版 2007.2
- 『強い日本への発想 時事の見方を鍛えると未来が見える』日下公人、渡部昇一共著。致知出版社 2008.11

### 翻訳
- パール・バック『結婚の横顔』（真珠版）ダヴィッド社 1956
- M.リュッシャー 著、I.スコット [英訳編]『カラーテスト 色彩による心理・性格診断』講談社 1971
- R.A.マンデル『人間と経済 人間復権の原理から政策まで』講談社 1971
- P.トンプキンス, C.バード『サボテンが喋った 電子工学が明かした植物生命の神秘』（ノン・ブック）祥伝社 1974
- スタンレイ・ジョンソン『悪魔の審判』実業之日本社 1980
- クリストファー・リー『最期の10年 '80年代に核から人類は生き延びられるか?』実業之日本社 1981
- A.W.マイケル『悪魔の遺言』実業之日本社 1981
- エルビン・フェルトナー『"勝ちぐせ"をつけろ!』三笠書房 1982
- サミエル・C.フローマン『テクノロジーの冤罪 このいわれなき非難への反論』実業之日本社 1982
- エベレット・マットリン『眠りを減らせ!』三笠書房 1982。のち知的生きかた文庫
- ジョン・T.モロイ『この手で成功しろ!』三笠書房 1982
- ロバート・B.ライシュ『ネクストフロンティア』三笠書房 1983
- ジョン・ネイスビッツ『メガトレンド』三笠書房 1983。のち知的生きかた文庫
- マイケル・コーダ『自分を燃やせ!』三笠書房 1983。のち知的生きかた文庫
- スタンレイ・ジョンソン『悪魔のウイルス』実業之日本社 1984
- マービン・J.ウルフ『日本の陰謀 官民一体で狙う世界制覇』光文社 1984。のち文庫
- ネイスビッツ, アバディーン『サクセストレンド』三笠書房 1985。のち知的生きかた文庫
- ロバート・ヘラー『スーパーマネジャー』三笠書房 1985
- ピーター・ユベロス『ユベロス 明日を拓くわが起業家魂!』講談社 1986
- ネイスビッツ, ネイスビッツ・グループ『ニューメガトレンド』三笠書房 1986
- ディック・ウィルソン『真昼のニッポン』三笠書房 1987
- ブレット・キングストン『ダイナモ アメリカン・ビジネスのニュー・ヒーローたち彼らはこうして成功した』広済堂出版 1988
- ジョンウォロノフ『これでも日本はno.1か? 査定・ニッポン』ティビーエス・ブリタニカ 1990.12
- ニール・ギャブラー『ユダヤの帝国』竹書房 1990.5
- 『藁のハンドル 資本主義を最初に実現した男の魂 ヘンリー・フォード自伝 (ノン・ブック 愛蔵版)祥伝社 1991 のち中公文庫
- H.フィギー・Jr.『1995年合衆国破産 かくて、ドルは紙クズとなる』クレスト社, 1993
- ジェイ・C.レビンソン『実践的ゲリラマーケティング 小企業のための成功する広告戦術』監訳。東急エージェンシー出版部 1998.7
- ロバート・A.マンデル『マンデルの経済学入門』ダイヤモンド社 2000.1
- ジェームズ・ラブロック『ガイアの復讐』秋元勇巳監修。中央公論新社 2006.10

## 共著書
- （堀江貴文）『世界一の金持ちになってみろ!-単純に考えればうまくいく』（太陽企画出版、2004年10月、ISBN 4-88466-409-4）
- （日下公人・渡部昇一）『日本の黄金時代が始まる-何を守り何を変えるのか』（太陽企画出版、2005年3月、ISBN 4-88466-413-2）